# Gyrotoma pyramidata
Gyrotoma pyramidata đã từng là một loài ốc nước ngọt, động vật chân bụng trong họ Pleuroceridae. Nó là loài đặc hữu của Hoa Kỳ. Nó đã bị tuyệt chủng.